# اورویل اچ. براونینگ
اورویل اچ. براونینگ (به انگلیسی: Orville H. Browning) سناتور سابق عضو حزب جمهوری‌خواه ایالات متحده آمریکا بود. وی در سال ۱۸۶۱ تا ۱۸۶۳ میلادی سناتور ایالت ایلی‌نوی در سنای ایالات متحده آمریکا بود.